# Tár (film)
A Tár 2022-ben bemutatott amerikai–német pszichológiai filmdráma, amelyet Todd Field írt és rendezett Cate Blanchett főszereplésével. Blanchett Lydia Tárt, a neves karmestert alakítja (kitalált személy), akit szexuális zaklatással vádolnak. A mellékszerepekben Nina Hoss, Noémie Merlant, Sophie Kauer, Julian Glover, Allan Corduner és Mark Strong szerepel. A Tár premierje a 79. Velencei Nemzetközi Filmfesztiválon volt 2022 szeptemberében, ahol Blanchett elnyerte a legjobb női főszereplőnek járó Volpi-kupát. A filmet korlátozott számú mozikban 2022. október 7-én mutatták be az Egyesült Államokban, majd október 28-án a Focus Features által minden moziban. A film 2023. február 16-án került a magyar mozikba.
A Tárt az év legjobb filmjének választotta a New York-i Filmkritikusok Egyesülete, a Los Angeles Film Critics Association, a London Film Critics' Circle és a National Society of Film Critics is. Több kritikus választotta az év legjobb filmjének, mint bármely más 2022-ben bemutatott filmet. A 80. Golden Globe-díjátadón a „Tár”t jelölték a legjobb film – dráma és legjobb forgatókönyv – kategóriában, Blanchett pedig a legjobb színésznő díját filmben (dráma). A 28. Critics Choice Awards díjátadón Blanchett a legjobb színésznő, Guðnadóttir pedig a legjobb filmzene díját kapta. A 95. Oscar-gálán a Tárt jelölték a legjobb film, a legjobb rendező, a legjobb eredeti forgatókönyv, a legjobb színésznő (Blanchett), a legjobb operatőr és a legjobb vágás kategóriában is. Öt díjra jelölték a 76. BAFTA-díjátadón, melyen Blanchett a legjobb női főszereplő díját el is nyerte.

## Cselekmény
|  | Alább a cselekmény részletei következnek! |

Lydia Tár a Berlini Filharmonikusok első női vezető karmestere. Francescára, személyi asszisztensére és Sharonra, feleségére, valamint koncertmesterére támaszkodik. A New Yorker Fesztiválon Adam Gopnikkal adott interjújában Lydia népszerűsíti Mahler 5. szimfóniájának hamarosan megjelenő élő felvételét és Tár-on Tár című könyvét. Lydia találkozik Eliot Kaplannal, egy befektetési bankárral és amatőr karmesterrel, aki Lydiával közösen megalapította az Accordion Foundationt, hogy támogassa a feltörekvő női karmestereket. 
Lydia mesterkurzust tart a Juilliard Schoolban. Kihív egy diákot, és nekiesik, amiért az elítéli a fehér, férfi, cisznemű zeneszerzőket, például JS Bachot, és arra ösztönzi a hallgatókat, hogy a zenére összpontosítsanak a zenész helyett. Mielőtt visszatérne Berlinbe, Lydia megkapja Vita Sackville-West Challenge című regényének első kiadását Krista Taylortól, egykori harmonikatárstól. Lydia kitépi a címlapot, amelyet Krista díszített, és kidobja a könyvet.
A csellóállás meghallgatása előtt Lydia észrevesz egy orosz jelöltet, Olga Metkinát a fürdőszobában. Lydia meghamisítja Olga pontozókártyáját, hogy helyet biztosítson neki a zenekarban. Szólista pozíciót ad neki a kísérődarabban, Edward Elgar csellóversenyében. Miközben Lydia a felvételre készül, kapcsolata Francescával és Sharonnal feszültté válik, mivel felismerik Olga iránti vonzalmát.
Miután kétségbeesett e-maileket küldött Francescának, Krista megöli magát. Lydia utasítja Francescát, hogy törölje a Kristát érintő e-maileket, és fogadjon fel egy ügyvédet, mivel Krista szülei pert terveznek. Lydia értesíti Sebastiant a leváltásáról. Felháborodva jelzi, hogy a zenekar tudatában van a lány favoritásának, és az az visszaélésre utal. 
Lydiát a távolban sikoltozó nők, rémálmok, krónikus fájdalom és növekvő hangérzékenység kísérti. Egy kompozíció befejezése közben megzavarja egy orvosi eszköz hangja a szomszédban, ahol a szomszédja haldokló édesanyját ápolja. Egy megvágott videó Lydia juilliardi beszélgetéséről vírusként terjed, és egy cikk jelenik meg a New York Postban, amely szexuális ragadozással vádolja őt. Lydia Olga kíséretében, visszatér New Yorkba, hogy részt vegyen a Krista szülei perének tárgyalásán, és népszerűsítse könyvét; tüntetők találkoznak vele, ami nagy hatással van Lydiára. A feljelentés során a felperesek megkérdezik Lydiát a Francesca és Krista közötti terhelő e-mailekről.
Berlinben a vita miatt Lydiát eltávolítják karmesteri tisztségéből. A vádak és Lydia kommunikációjának hiánya miatt a feldühödött Sharon megtiltja Lydiának, hogy lássa a lányukat, Petrát. Lydia visszavonul a régi műtermébe, és egyre depressziósabbá és tébolyodottabbá válik. Belopakodik a Mahler Ötödik szimfóniájának élő felvételébe, és megtámadja utódját, Eliotot. Menedzsment ügynöksége azt tanácsolja, hogy hazudjon az ügyről. Visszatér gyermekkori otthonába, Staten Island-re és a születési nevét, Linda Tarr-t viselő oklevéllel tér vissza. Sírva néz egy régi kazettát a Fiatalok koncertjeiről, amelyen Leonard Bernstein a zene jelentéséről beszél. Megérkezik a bátyja, Tony, aki figyelmezteti őt.
Nem sokkal később Lydia igénytelen karmesteri munkát talál a Fülöp-szigeteken. Masszázst keres, és a szálloda portásától kér ajánlást. Egy bordélyházba küldik, ahol számos fiatal nő ül számozott köntösben. Miután az egyik nő Lydia szemébe néz, Lydia kirohan hányni. Lydia új zenekarával a Monster Hunter című videojáték-sorozat partitúráját vezényli cosplayes közönség előtt.
|  | Itt a vége a cselekmény részletezésének! |

## Szereplők
- Cate Blanchett mint Lydia Tár, a világhírű zeneszerző-karmester[5]
- Nina Hoss mint Sharon Goodnow, egy hegedűs. Lydia felesége[6]
- Noémie Merlant mint Francesca Lentini, Lydia asszisztense[7]
- Sophie Kauer mint Olga Metkina, egy fiatal orosz csellóművész[8]
- Julian Glover mint Andris Davis, Lydia mentora
- Allan Corduner mint Sebastian Brix, Lydia segédkarmestere
- Mark Strong mint Eliot Kaplan, befektetési bankár, amatőr karmester és Lydia ösztöndíjprogramjának menedzsere
- Sylvia Flote mint Krista Taylor, Lydia ösztöndíjprogramjának egykori tagja
- Adam Gopnik mint önmaga, Lydia kérdezője a The New Yorker Festivalon[9]
- Mila Bogojevic mint Petra, Lydia és Sharon fogadott lánya
- Zethphan Smith-Gneist mint Max, a Juilliard diák[10]
- Lee Sellars mint Tony Tarr, Lydia testvére
- Sydney Lemmon mint Whitney Reese, egy Lydia rajongó

## A film készítése

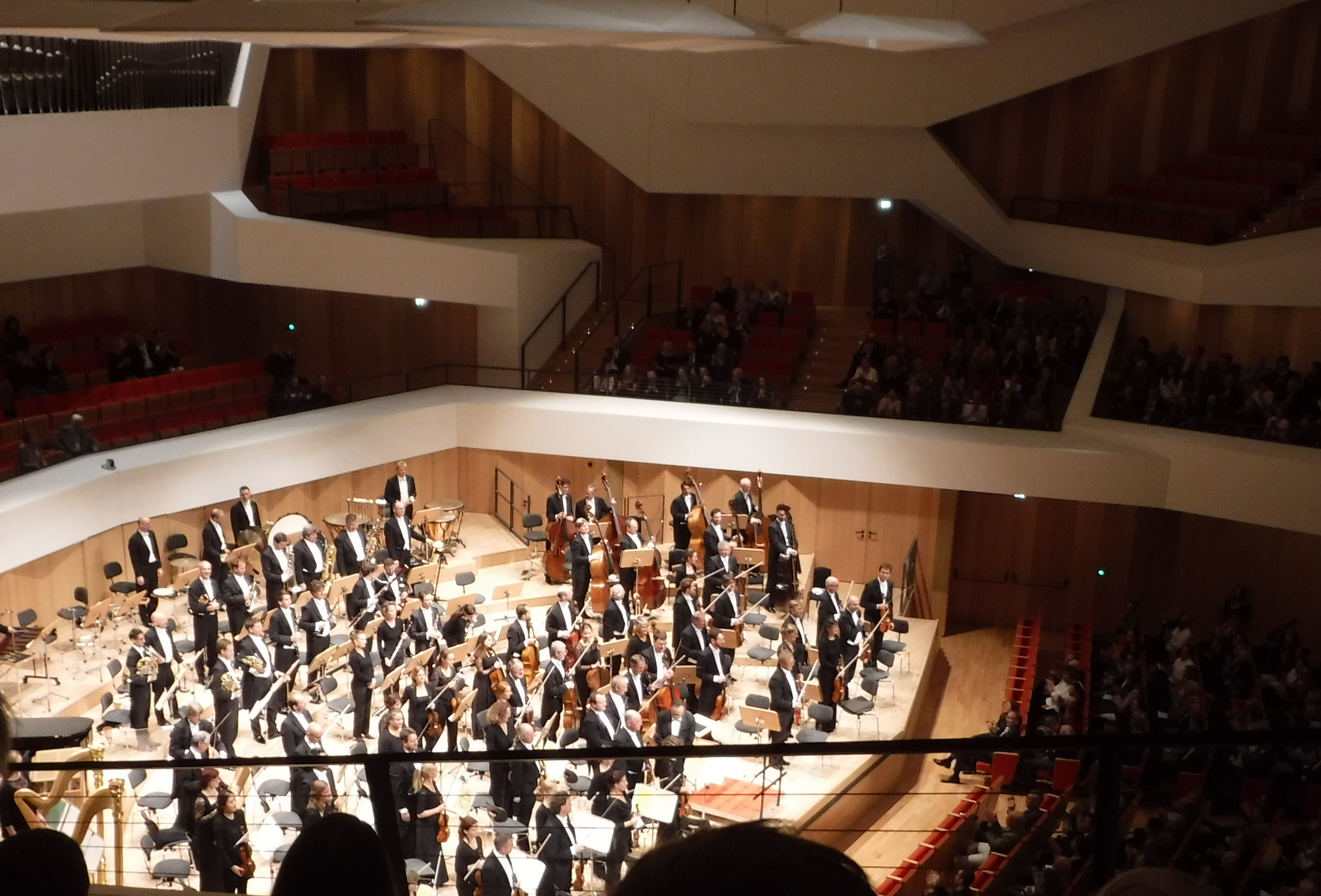
A Drezdai Filharmonikusok, Lydia Tár fiktív berlini zenekara

2021 áprilisában jelentették be, hogy Blanchett lesz annak a filmnek a főszereplője és executive producere, melyet Todd Field ír majd és rendez. Field 2022 augusztusában a kedvcsináló előzetest kísérő nyilatkozatában azt mondta, hogy ő írta forgatókönyvet, azonban nem ő készítette volna a filmet, ha Blanchett visszautasítja a szerepet. 2021 szeptemberében Nina Hoss és Noémie Merlant csatlakozott a szereplőgárdához, és Hildur Guðnadóttir lett a film zeneszerzője.
A forgatás 2021 augusztusában kezdődött Berlinben. A The Guardiannak adott októberi interjúban Mark Strong elárulta, hogy befejezte a film jeleneteinek forgatását. Novemberben jelentették, hogy Sophie Kauer, Julian Glover, Allan Corduner és Sylvia Flote is csatlakozott a szereplőgárdához. (Kauer brit-német klasszikus csellóművész, aki a Királyi Zeneakadémián tanult) Minden diegetikus zenét élőben rögzítettek a forgatáson, beleértve Blanchett zongorajátékát, Kauer csellóját és a Drezdai Filharmonikusok előadásait.

## Premier
A „Tár” premierje a 79. Velencei Nemzetközi Filmfesztiválon volt, 2022. szeptember 1-jén,az első észak-amerikai vetítése pedig a Telluride Filmfesztiválon volt 2022. szeptember 3-án. 2022. október 7-én jelent meg korlátozott számú mozikban, majd október 28-án széles körben lehetett megtekinteni
A filmet 2022. november 15-én adták ki VOD-ra, majd 2022. december 20-án egy Blu-ray, DVD és 4K UHD kiadás is követte.

## Filmzene
2022. október 21-én megjelent egy konceptalbum a London Contemporary Orchestra közreműködésével, valamint Gustav Mahler Ötödik szimfóniájának próbáját Blanchett-tel a Drezdai Filharmonikusok vezényletével. Sophie Kauer csellista is hallható az albumon Elgar csellóversenyén, a Natalie Murray Beale által vezényelt Londoni Szimfonikus Zenekar támogatásával. A 2022. november 5-ével záruló héten a „Tár” koncepcióalbum az első helyen végzett a „Billboard” magazin Traditional Classical Albums listáján, megelőzve a Berlini Filharmonikusok albumait. 
John Mauceri tanácsadóként dolgozott a Field forgatókönyvén, segítve Lydia Tár komolyzenével és zenészekkel kapcsolatos megjegyzéseinek hangerejét és pontosságát.

## Fogadtatás

### Jegybevétel

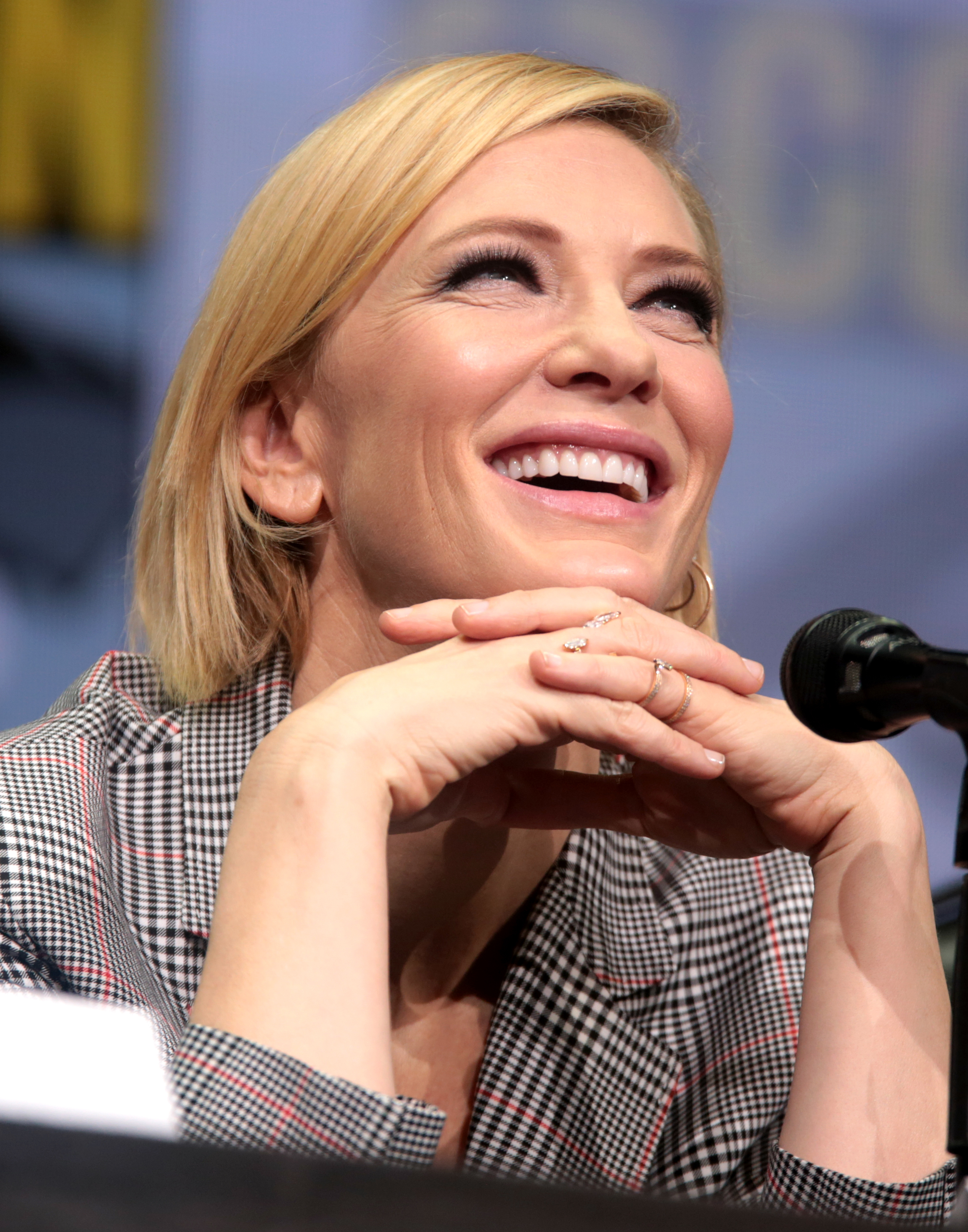
Cate Blanchett alakítása kivívta a kritikusok elismerését

Az Egyesült Államokban és Kanadában 158 620 dollár bevételt hozott négy moziból a nyitóhétvégén. A képernyőnkénti 39 655 dolláros átlag 2022-ben a második legmagasabb volt egy korlátozott kiadás esetében. A második hétvégén a film 330 030 dollárt hozott 36 moziban. Harmadik hétvégéjén 141 moziból 500 035 dollárt bevételt hozott. Miután azonban a „Tár”t a negyedik hétvégén már 1087 moziban vetítették, így a multiplex korlátozott speciális házigazdája csak 1,02 millió dollár bevételt termelt, és a 10. helyen végzett. A széles körű megjelenés második hetében 729 605 dolláros bevételt hozott (ami 30%-os csökkenést jelent).

### A kritikusok véleménye
Tár-t széles körű elismerés fogadta. A kritikusok a Rotten Tomatoes oldalon 91%-osra értékelték a filmet, valamint átlagosan 8,3 pontot adtak rá 10-es skálán. Az IMDb oldalon 7,5 ponton áll 2023. március 1-én. A súlyozott átlagot használó Metacritic 59 kritika alapján 100-ból 92 pontot adott a filmnek, ami „egyetemes elismerést” jelez. A PostTrak által megkérdezett közönség összességében 72%-os pozitív pontszámot adott a filmre, 42%-uk pedig azt mondta, hogy határozottan ajánlja.

## Fordítás
Ez a szócikk részben vagy egészben  a   Tár című angol Wikipédia-szócikk ezen változatának fordításán alapul.  Az eredeti cikk szerkesztőit annak laptörténete sorolja fel. Ez a jelzés csupán a megfogalmazás eredetét és a szerzői jogokat jelzi, nem szolgál a cikkben szereplő információk forrásmegjelöléseként.